# Мінери
Мінери — комахи, що живуть всередині рослині роблять в них ходи, або міни. Назва пов'язана із застарілим значенням слова міна — підкоп. По тому, в яких частинах рослини комаха робить ходи, розрізняють мінерів стеблових, листових і т. ін.

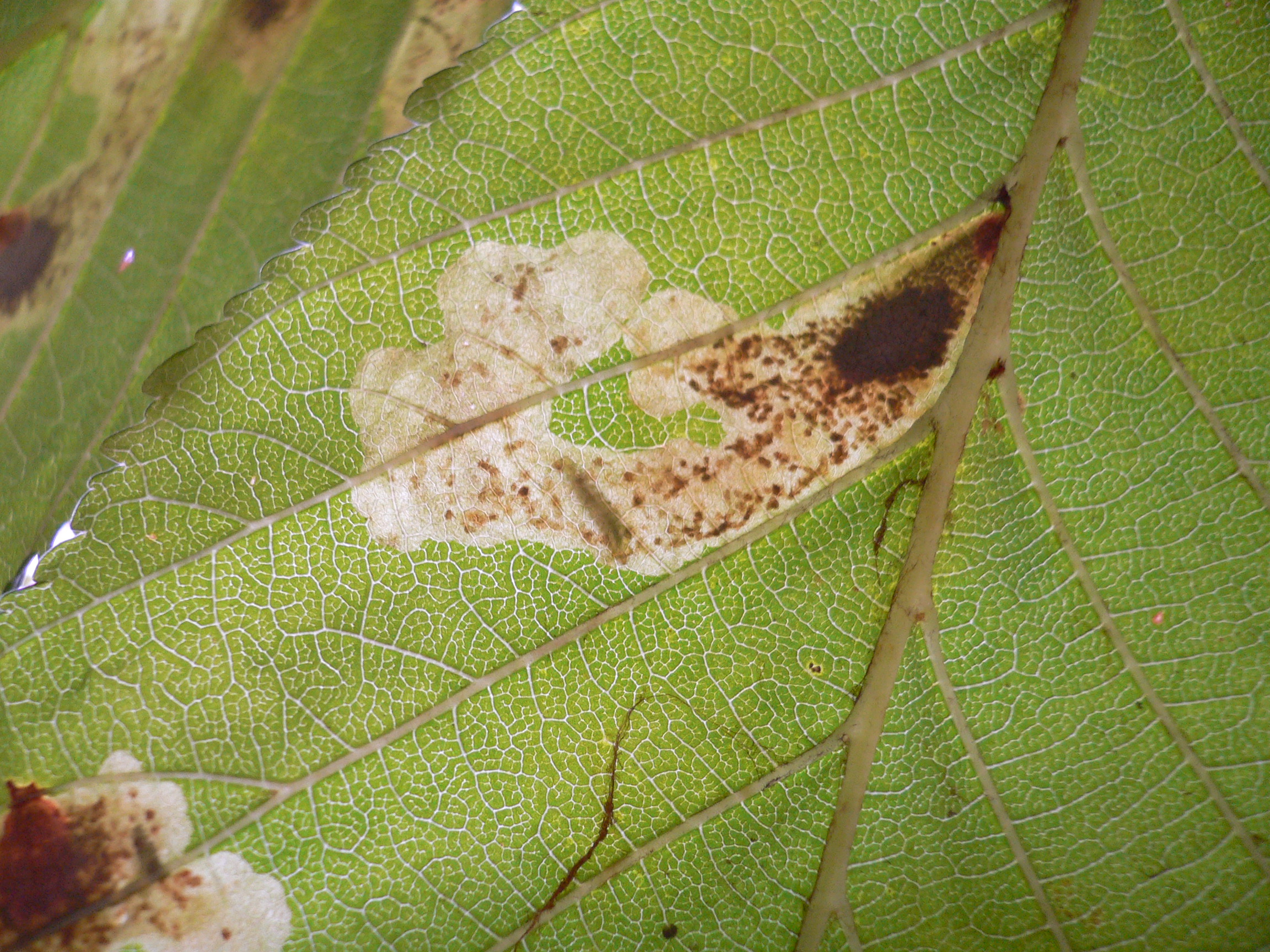
Гусениця мінуючої молі Cameraria ohridella (Gracillariidae) у двосторонній плмлвидній міні

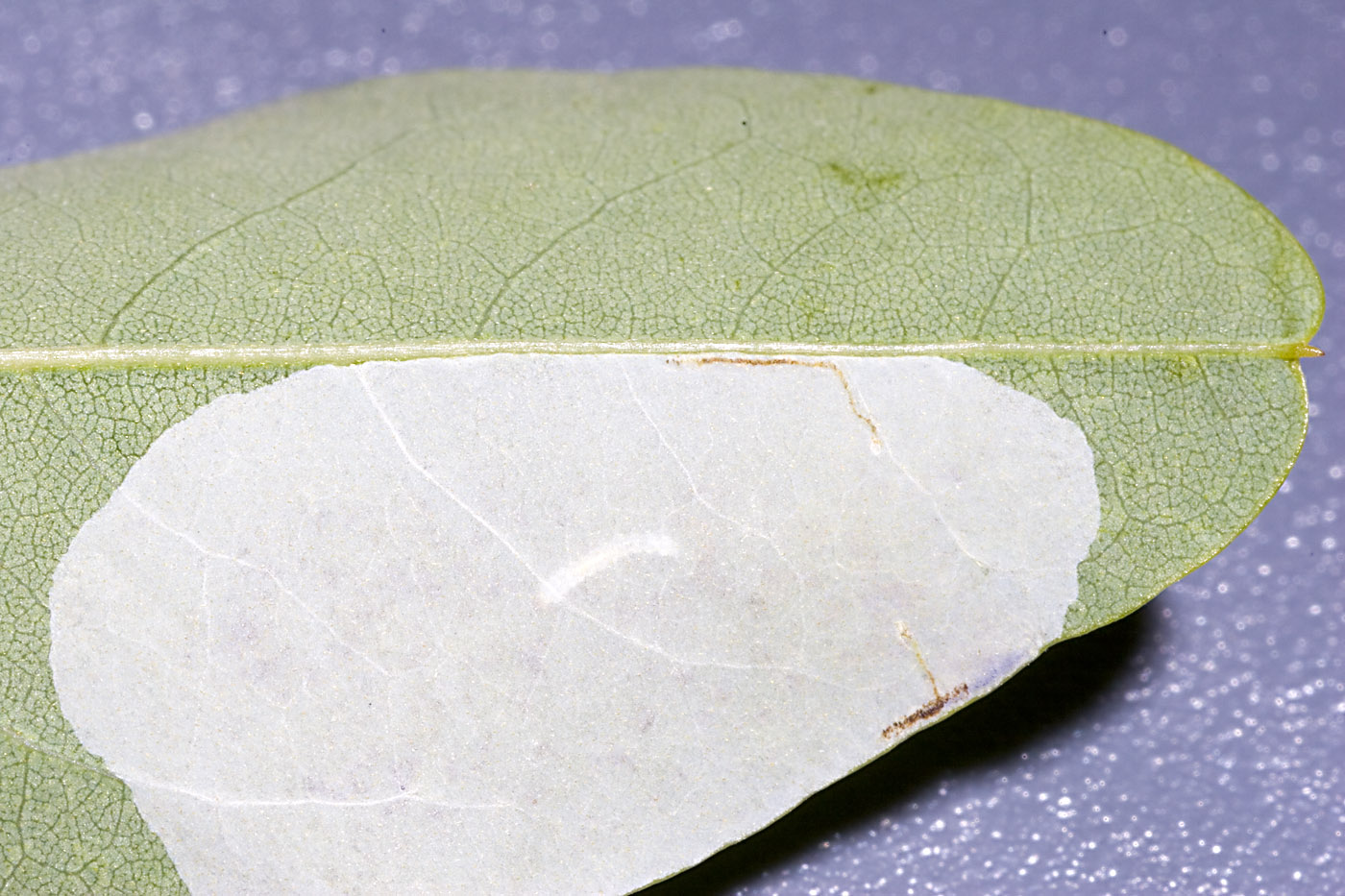
Одностороння плямовидна міна на листі, виконана гусеницею мінуючої молі Phyllonorycter robiniella (Gracillariidae). Всередині міни просвічує контур гусениці

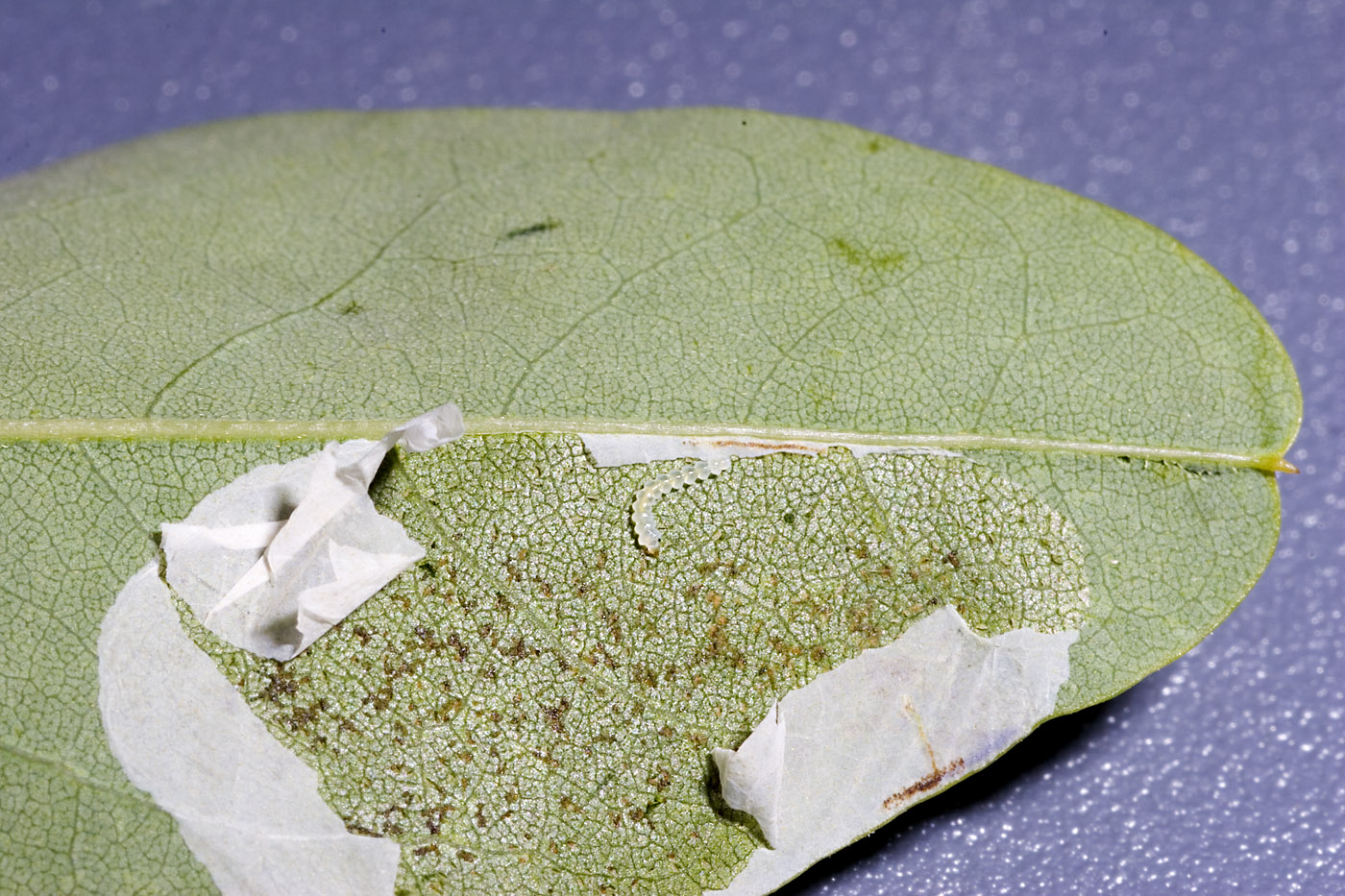
Розкрита міна Phyllonorycter robiniella: всередині видно екскременти та гусеницю

Мінери відомі серед жуків,  метеликів, перетинчастокрилих та двокрилих. Найбільше мінерів серед лускокрилих. В цьому ряді є кілька родин, що складаються з одних лише мінерів, наприклад, Nepticulidae, Opostegidae, Tisheriidae та Gracillariidae. Крім того, у кількох родинах лускокрилих гусениці починають розвиток в мінах, а в старшому віці переходять до життя в чохликах (наприклад, Incurvariidae або Coleophoridae). Як правило, це дрібні комахи (особливо, листові мінери, значна частина життя яких проходить у товщі листової пластинки).
Найпомітніші міни на листі квіткових рослин. За формою розрізняють змієподібні, плямовидні та змієподібно-плямовидні міни. За ступенем виїдання мезофілу (серединної речовини листа) розрізняють односторонні та двосторонні міни.
Каштанова мінуюча міль — Cameraria ohridella.
Дорослі комахи — дрібні молі 3-4 мм.
Була вперше виявлена і описана вченими в 1985 році в Македонії. На уражених рослинах знищується до 90% листкової поверхні, що призводить до виснаження й загибелі дерев.